# Алеган (окръг, Мичиган)
Окръг Алеган (на английски: Allegan County) е окръг в щата Мичиган, Съединени американски щати. Площта му е 4747 km², а населението - 105 665 души (2000). Административен център е град Алеган.
Окръгът отдавна е регионална туристическа атракция, особено фестивалът Tulip Time Festival в Холандия и района по брега на езерото Мичиган. Брегът на езерото Мичиган отдавна е популярно място за ваканционни къщи, и това развитие продължава, особено около Саугатук и Дъглас. Друга атракция е Allegan State Game Area, гора с площ от 45 000 акра (180 km2), която привлича къмпинг любители, сноумобилисти, скиори и ловци. В окръг Алеган се намира държавният парк Saugatuck Dunes с пътеки през живописни дюни и плаж за плуване на езерото Мичиган. В окръга се намира и Pier Cove Park, обществен плаж с достъп до езерото Мичиган. Езерото Алеган е популярна дестинация. 